# テオ・ジダン
テオ・ジダン・フェルナンデス（Théo Zidane Fernández、2002年5月18日 - ）は、マルセイユ出身のプロサッカー選手。コルドバCF所属。ポジションはミッドフィールダー。元レアル・マドリードとフランス代表MFジネディーヌ・ジダンの息子。

## 生い立ち
マルセイユで生まれた、元フランス代表サッカー選手ジネディーヌ・ジダンの三男。彼には3人の兄弟、エンツォ・フェルナンデス、ルカ・ジダン、エルヤズ・ジダンがおり、全員がプロサッカー選手である。

## クラブ経歴
ジダンはカニージャの下部組織出身で、2010年にレアル・マドリードのユースアカデミーに移籍した。 2020年9月からレアル・マドリードBでプレーを始めた。父親がクラブの監督を務めていた2021年2月から、レアル・マドリードのトップチームでトレーニングを始めた。

## 代表経歴
ジダンはフランスのユース代表選手で、U16、U17、U20のフランス代表を務めた。

## プレースタイル
父親のジネディーヌ・ジダンと同じくミッドフィールダーで、レアル・マドリードのウェブサイトでは、ボックス内で様々なレパートリーを持つ素晴らしいフィニッシャー、ゴールスコアラー、スピードで知られると評されている。

## 個人成績
| クラブ                             | シーズン     | リーグ                       | リーグ | リーグ | 他   | 他   | トータル | トータル |
| クラブ                             | シーズン     | デビィジョン                 | 出場   | 得点   | 出場 | 得点 | 出場     | 得点     |
| ---------------------------------- | ------------ | ---------------------------- | ------ | ------ | ---- | ---- | -------- | -------- |
| レアル・マドリード・カスティージャ | 2020–21      | セグンダ・ディビシオンB      | 3      | 0      | 0    | 0    | 3        | 0        |
| レアル・マドリード・カスティージャ | 2021–22      | プリメーラ・ディビシオンRFEF | 22     | 0      | —    | —    | 22       | 0        |
| レアル・マドリード・カスティージャ | 2022–23      | プリメーラ・フェデラシオン   | 31     | 1      | 1    | 0    | 32       | 1        |
| レアル・マドリード・カスティージャ | 2023–24      | プリメーラ・フェデラシオン   | 32     | 2      | 0    | 0    | 32       | 2        |
| キャリア通算                       | キャリア通算 | キャリア通算                 | 88     | 3      | 1    | 0    | 89       | 3        |

## タイトル
レアル・マドリード・フベニールA
- UEFAユースリーグ：2019–20